# Harald Haacke
Harald Haacke (* 27. Januar 1924 in Wandlitz; † 13. Januar 2004 in Berlin) war ein deutscher Bildhauer und Medailleur. Er war auf Nachschöpfungen im Dienst der Denkmalpflege spezialisiert.

## Leben
Harald Haacke absolvierte eine Lehre als Steinbildhauer und studierte anschließend an der Berliner Hochschule der Künste, wo er Schüler von Fritz Diederich und Richard Scheibe war; bis zu dessen Tod war Haacke auch engster Mitarbeiter von Richard Scheibe. Haackes Werk außerhalb der Denkmalpflegeaufträge und der offiziellen Aufträge durch den Senat (Medaillen, Denkmäler) orientierte sich stark am ruhigen plastischen Werk Scheibes.
In den 1970er Jahren war Haacke als Restaurator am Schloss Charlottenburg beschäftigt. Im Rahmen dieser Arbeit nahm er im Sommer 1980 an einer Ausstellung der Galerie im Kloster Cismar teil unter dem Titel Berliner Bildhauer aus dem Schloss Charlottenburg stellen aus. Im Zentrum stand die Restaurierung und der posthume Vollzug einer Planungskonzeption aus dem Jahr 1705, an der sechs Bildhauer beteiligt waren, die sowohl ihr Wirken beim denkmalpflegerischen Wiederaufbau des Schlosses als auch eigene bildhauerische Arbeiten präsentierten. Neben Harald Haacke waren Katharina Szelinski-Singer, Karl Bobek, Joachim Dunkel, Günter Anlauf und Emanuel Scharfenberg vertreten. Haacke stellte unter anderem seine Plastik Nach links Blickende aus.
Haacke schuf im Jahr 1988 eine Nachbildung des historischen Gänseliesel-Brunnens auf dem Nikolsburger Platz in Berlin-Wilmersdorf. 1989 schuf er die Figur des Ännchen von Tharau auf dem Simon-Dach-Brunnen im früheren Memel. 1992 fertigte er im Auftrag von Marion Gräfin Dönhoff eine Replik des ehemaligen Kant-Denkmals von Christian Daniel Rauch, das vor der Königsberger Universität gestanden hatte. Die Replik wurde am 27. Juni 1992 am alten Platz vor der neuen Alten Universität aufgestellt.
1993 fertigte Haacke im Auftrag des Bundeskanzlers Helmut Kohl eine stark vergrößerte Fassung von Käthe Kollwitz’ 1938 entstandener Kleinplastik Pietà an. Diese Plastik ist seitdem das zentrale Element der Neuen Wache in Berlin.
Haacke war verheiratet mit der Bildhauerin Brigitte Stamm (Brigitte Haacke-Stamm).

## Galerie

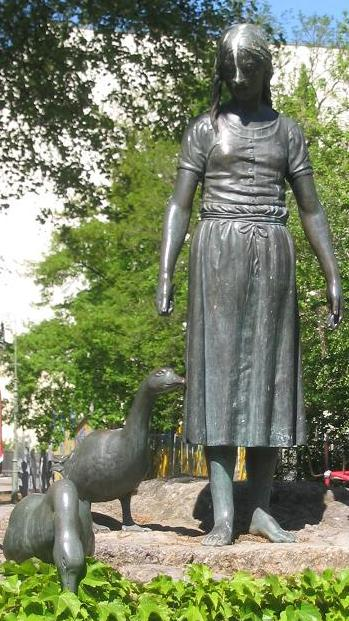
Gänseliesel, nach Cuno von Uechtritz
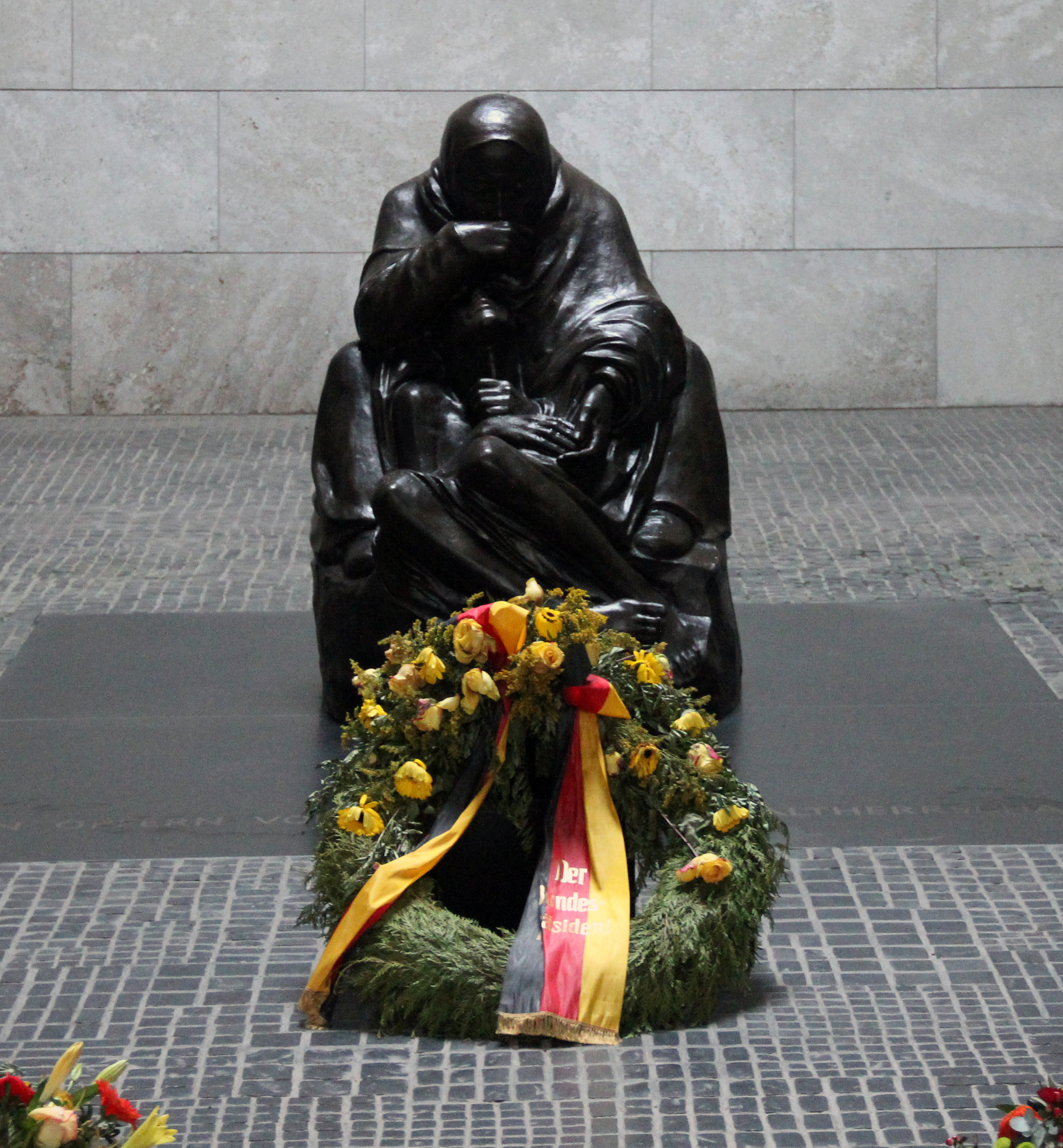
Mutter mit totem Sohn, 1993, Berlin-Mitte
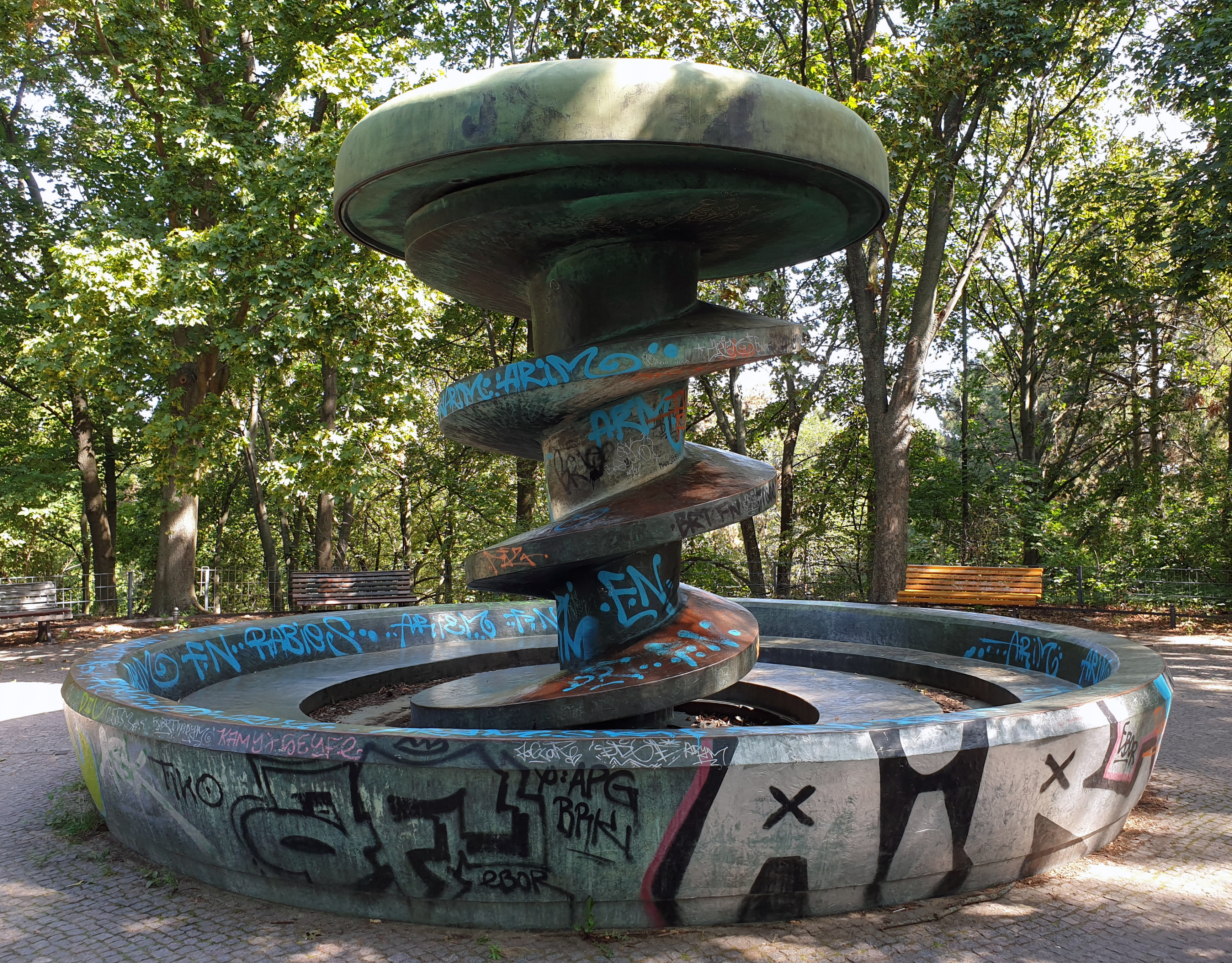
Rathenaubrunnen, Volkspark Rehberge, Berlin-Wedding
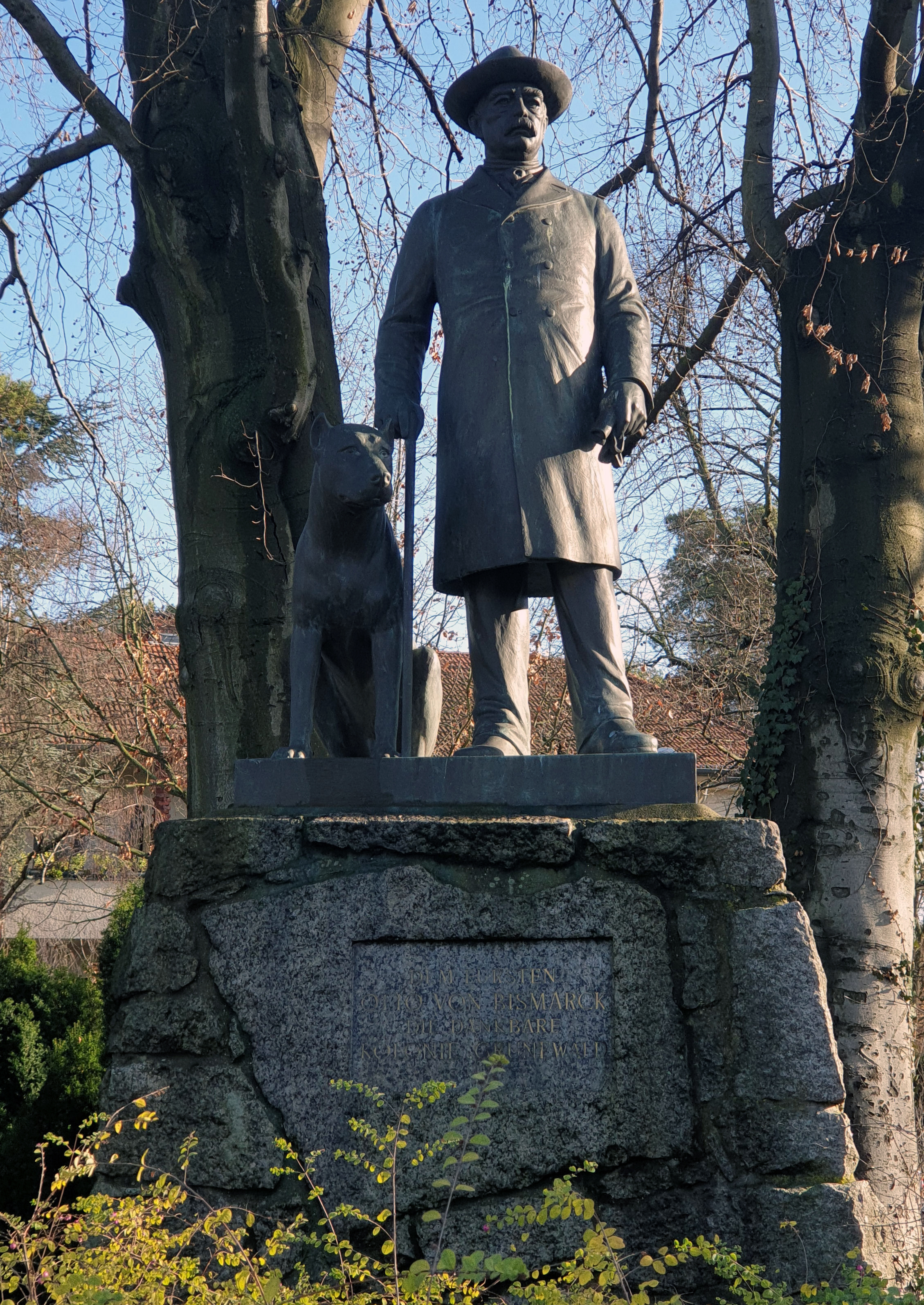
Bismarckdenkmal, Bismarckplatz, in Berlin-Grunewald